# Inese Jaunzeme

Inese Jaunzeme

Inese Jaunzeme (* 21. Mai 1932 in Pļaviņas, Lettland; † 13. Februar 2011 in Riga) war eine sowjetische Leichtathletin lettischer Herkunft. Bei einer Körpergröße von 1,69 m betrug ihr Wettkampfgewicht 70 kg.
Sie trainierte bei Dinamo Riga. Als Dritte der sowjetischen Meisterschaften 1956 im Speerwurf konnte sich Inese Jaunzeme mit 50,84 m gerade noch für die Olympischen Spiele qualifizieren. In Melbourne wurde sie mit 46,19 m Sechste der Qualifikation. Im Finale warf sie dreimal olympischen Rekord und wurde mit 53,86 m vor der Chilenin Marlene Ahrens (mit 50,38 m) Olympiasiegerin. Sie erhielt 1957 den Orden des Roten Banners der Arbeit der Sowjetunion.
Ihre persönliche Bestleistung von 55,73 m warf sie 1960.
Nach Abschluss ihrer Sportkarriere studierte Inese Jaunzeme Medizin. Danach arbeitete sie als Traumatologin und plastische Chirurgin und lehrte am traumatologischen Institut der Stradiņš-Universität Riga.
1999 wurde sie Präsidentin der Lettischen Olympischen Vereinigung (Latvijas olimpiešu kluba).